# Acid myristic
Acid myristic (tên IUPAC: acid tetradecanoic) là một acid béo bão hòa phổ biến có công thức phân tử CH
3(CH
2)
12COOH. Muối và ester của acid myristic thường được gọi là myristat hoặc tetradecanoat. Tên của acid này được đặt theo danh pháp hai phần của nutmeg (Myristica Fragrans).